# Ягода, Андрей Владимирович
Андрей Владимирович Ягода (род. 25 марта 1963, Нижний Тагил, Свердловская область) — советский и российский хоккеист, нападающий. Российский хоккейный тренер, мини-футбольный тренер и функционер.

## Биография
Воспитанник нижнетагильских клубов «Огонек», «Спутник» и школы спорткомбината «Юность» (Свердловск). Тренеры — Валерий Михайлов, Александр Коротков, Альберт Фёдоров. Чемпион СССР среди юниоров 1980 (СКА-«Юность» Свердловск), серебряный призёр молодежного чемпионата СССР 1981 («Луч» Свердловск). В сезонах 1980/81 — 1989/90, до расформирования команды — игрок «Луча», вместе с которым в 1988 году вышел в первую лигу. Также в это время играл за «Автомобилист» Свердловск (1982/83, 1985/86 — первая лига; 1986/87, 1988/89, 1989/90 — 53 матча в высшей лиге). Сезон-1990/91 провёл в омском «Авангарде», но закрепиться в команде помешала травма, полученная во время тренировки на футбольном поле. В 1992 году играл за любительский греческий клуб «Тарантос» Афины; матчи, в которых он играл, в связи со временным прекращением чемпионата страны считались товарищескими.
В 1992—1007 годах — играющий тренер «Кедра» Новоуральск, до 2001 года — тренер команды.
Окончил Уральский политехнический институт. В екатеринбургском мини-футбольном клубе «Синара» в разное время — старший тренер (2006), главный тренер (2008—2013), спортивный директор (2013—2019), советник президента (с 2019). В качестве тренера выигрывал Кубок УЕФА 2008, чемпионат России (2009, 2010), серебряные (2006, 2007, 2011) и бронзовые (2003, 2004, 2005, 2008) медали чемпионата. Обладатель Кубка России (2007, 2022).
Заместитель председателя комитета мини-футбола «Союза федераций футбола Урала и Западной Сибири».